# Metropolita

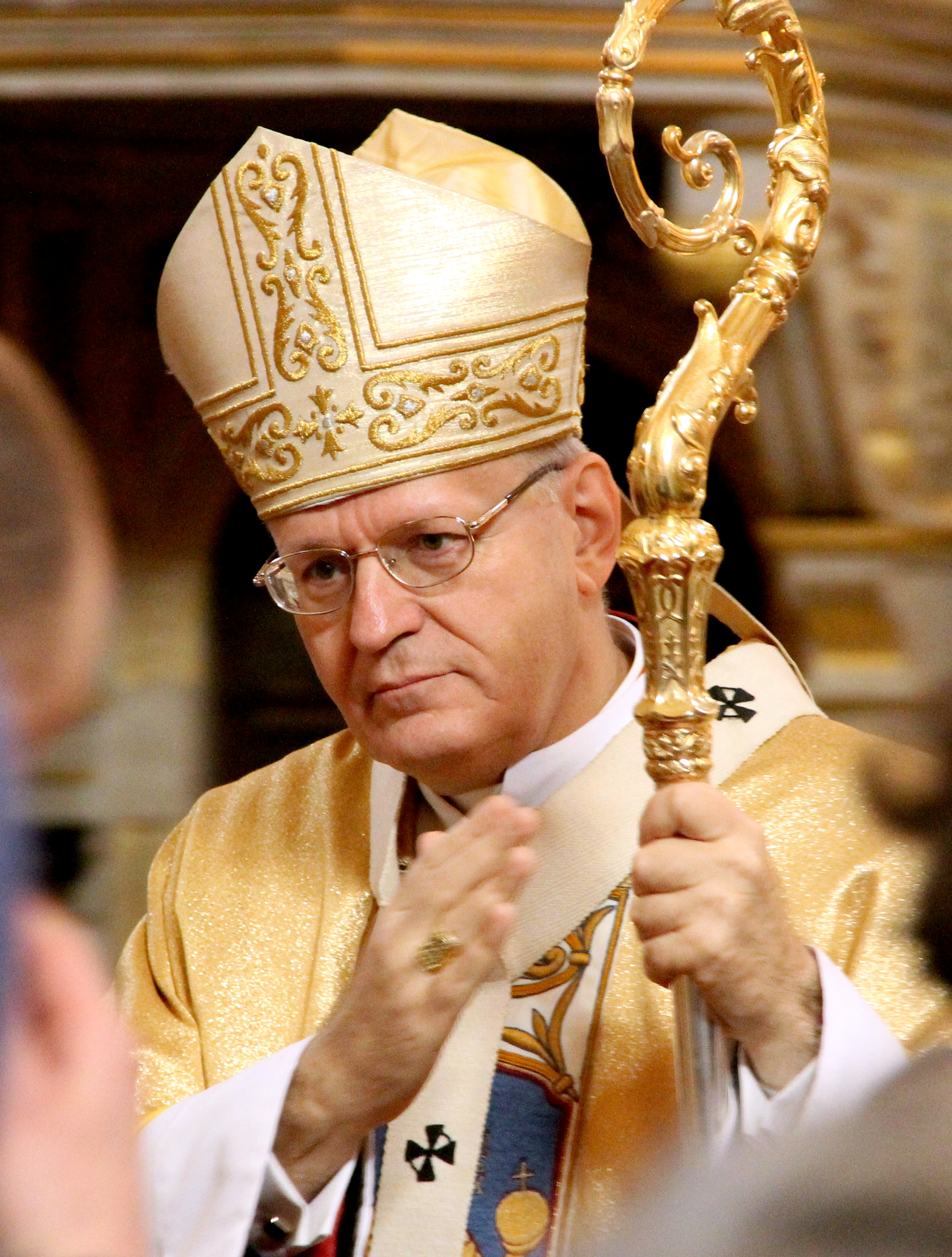
Erdő Péter mint esztergom-budapesti érsek, egyúttal az esztergom-budapesti egyháztartomány metropolitája is.

A metropolita a keresztény vallások egy püspöki méltósága, általában egy több egyházmegyéből álló egyháztartomány vezetője. A metropolitai cím jelentősége a katolikus és az ortodox egyházakban a legnagyobb. A protestáns közösségekben nem használnak ilyen címet, kivéve az anglikanizmust.

## Katolikus egyház

Egy római katolikus metropolitai címer sablonja. Az érseki jelvények mellett (kettőskereszt és 10-10 bojt a pajzs két oldalán) a metropolitai hatalmat jelző pallium is megtalálható rajta.

### Nyugati egyház
A nyugati, vagy latin egyházban a metropolita az egyháztartomány élén álló püspök, aki az egyháztartomány kormányzásában közvetlenül az Apostoli Szentszéknek, azaz a római pápának van alárendelve. A metropolitai cím minden esetben egy a pápa által meghatározott, vagy jóváhagyott püspöki székhez van rendelve. (Így például a milánói érsek ex officio a Milánói egyháztartomány metropolitája.) Az egyháztartomány többi egyházmegyéjét szuffragáneus egyházmegyének nevezzük.
A metropolita saját egyházmegyéje mindig főegyházmegye, vagyis érseki ranggal bír. Vannak azonban olyan érseki székek, melyek nem metropolitai székek, pusztán történelmi (pl.: Avignon) vagy politikai jelentőségük (pl.: Gyulafehérvár) miatt kaptak érseki rangot.
A metropolitai hatalom jelképe a pallium, melyet metropolita kinevezését követő 3 hónapon belül köteles kérni a pápától, a Rómával való teljes közösséget szimbolizálva. A metropolita a palliumot csak saját egyháztartományában viselheti.
A metropolita a szuffragáneus egyházmegyékben bizonyos jogkörökkel bír, azonban ezek igen szűk mozgásteret engedélyeznek neki. Mára lényegében három dologra korlátozódott a joga:
- Az egyháztartomány püspökei többségének egyetértésével tartományi zsinatot hívhat össze.[3]
- Felügyeli a hit és az egyházi fegyelem megtartását, ha pedig visszaélést észlel, értesíti erről a pápát.
- Elvégzi a kánoni vizitációt,[4] ha a megyéspüspök ezt elmulasztotta, és a Szentszék erre külön engedélyt ad.
- Meghatározott esetekben kijelöli az egyházmegyei kormányzót.

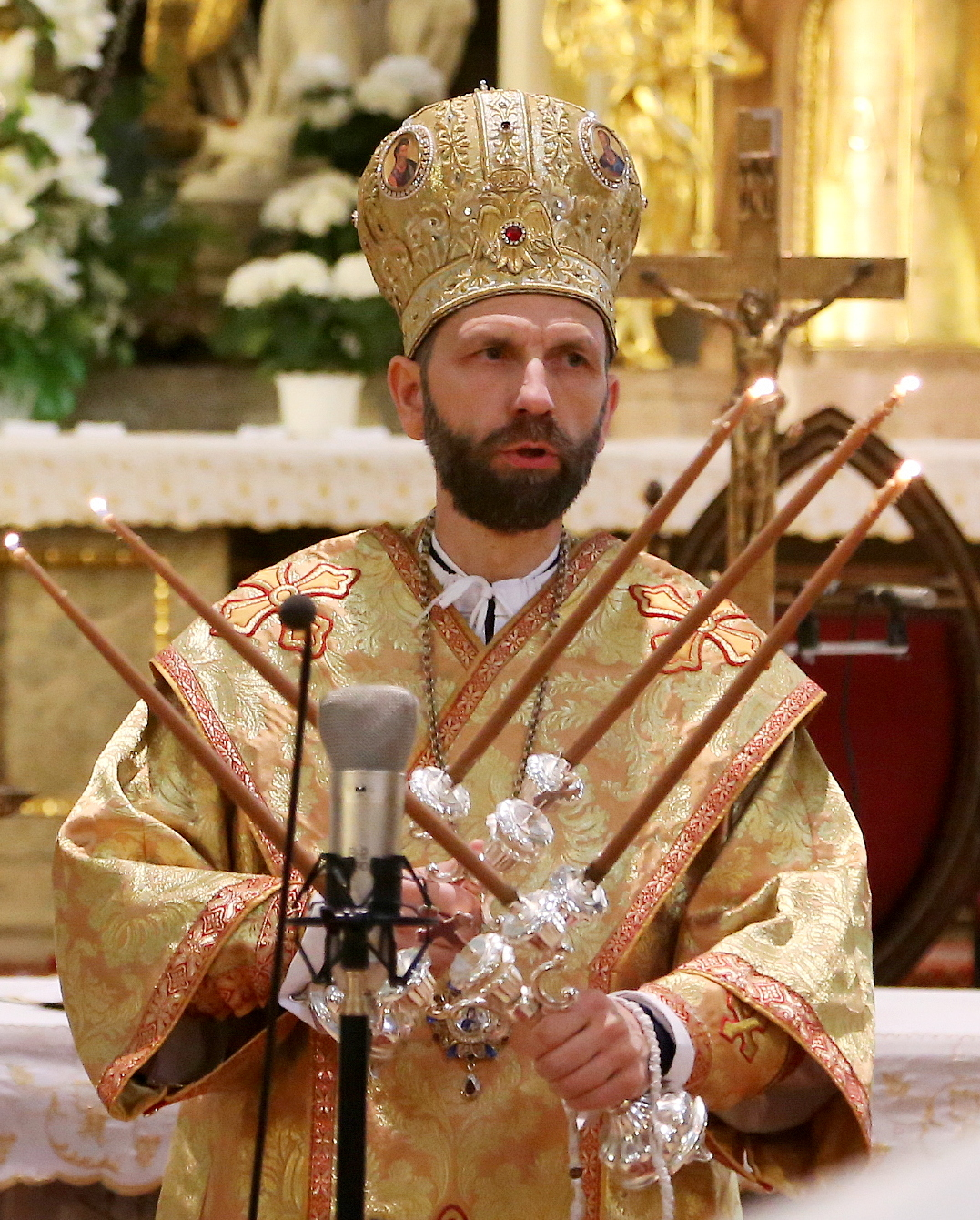
Kocsis Fülöp hajdúdorogi érsek-metropolita

Ezen kívül további kormányzati hatalommal nem bír a szuffragáneus egyházmegyék fölött, azonban a liturgikus szertartásokat az egyháztartomány minden templomában úgy végezheti, mint a püspök a saját egyházmegyéjében.

### Keleti egyház
A sajátjogú keleti katolikus egyházakban a metropolitai cím általában szélesebb körű jogokkal rendelkezik, noha pátriárkai és nagyérseki egyházakban az eltérés nem annyira jelentős. A metropolita itt is az egyháztartományok élén áll, azzal a különbséggel, hogy nem közvetlenül a pápának, hanem a sajátjogú egyház vezetőjének, tehát a pátriárkának vagy nagyérseknek van alárendelve. A metropoliták beiktatása és püspökké szentelése a pátriárkának vagy nagyérseknek van fenntartva, hasonlóan az egyháztartomány püspökeinek szentelése pedig a metropolitának. A metropolitai egyházak esetében a metropolita az egész sajátjogú egyház elöljárója, itt még szélesebb jogkörökkel rendelkezik. A latin egyházhoz hasonló módon kell itt is palliumot kérnie a pápától, azonban a pallium feladásáig csak erős korlátozások mellett gyakorolhatja hivatalát, így nem szentelhet püspököt és nem hívhatja össze a hierarchák tanácsát. 2015 óta sajátjogú metropolitai egyház a magyar görögkatolikus egyház is.

## Ortodox egyházak
Az ortodox egyházaknál a metropolita cím egyházanként változó rangú és jelentőségű hivatal. Közös jellemző, hogy a pátriárkánál alacsonyabb, a püspöknél viszont magasabb méltóság. Az érseki címnél hol a katolikushoz hasonlóan magasabb (orosz, bolgár, román), hol pedig annál alacsonyabb rangot jelent (görög). Az ortodox egyházak metropolitái funkciójukat tekintve általában egy egyháztartomány elöljárói. Az is előfordulhat azonban hogy pusztán tiszteletbeli címet jelent, mint például a szerb ortodox egyházban.

## Anglikán egyházak
Az angol anglikán egyház esetében a metropolita szintén egy több egyházmegyéből álló egyháztartományt vezet. A metropolita rangban közvetlenül az egyházat vezető prímás alatt áll. A katolikusokhoz hasonlóan itt is egy érseki székhez van rendelve a hivatal. Anglián kívül azonban csak Írország, Kanada, Ausztrália és Nigéria anglikán egyházában alakítottak ki metropolitai hivatalokat, ezek ugyanis a legnagyobb lélekszámú anglikán közösségek. E metropolitai hivatalok azonban némely dologban eltérnek az angliai mintától, így például Kanadában nincs egy adott székhez kötve, hanem az egyháztartomány püspökei maguk közül választják a metropolitát.